# Oitava Força Aérea dos Estados Unidos
A Oitava Força Aérea é uma força aérea numerada dos Estados Unidos da América. Sediada na Base aérea de Barksdale, no Louisiana, esta força aérea serve como "Força Aérea Estratégica - Ataque Global", uma das componentes do Comando Estratégico dos Estados Unidos. A Oitava Força Aérea é o coração da força de bombardeiros norte-americanos: tem ao seu serviço o B-2 Spirit, o B-1 Lancer e o B-52 Stratofortress.
Fundada a 22 de Fevereiro de 1944, a Oitava Força Aérea foi a força aérea norte-americana que combateu no teatro europeu durante a Segunda Guerra Mundial, usando toda uma variedade de aeronaves, desde bombardeiros, aviões de caça, de transporte e de reconhecimento, combatendo até ao cessar das hostilidades em Maio de 1945. Foi a maior das forças aéreas destacas para combater em termos de número de militares, aeronaves e equipamento, mas também em termos de baixas (12%).
Durante a Guerra Fria, a Oitava foi uma das três forças aéreas numeradas do Comando Estratégico da Força Aérea, comandando os bombardeiros estratégicos e ogivas nucleares à escala global, tendo participado na Guerra da Coreia e na Guerra do Vietname, assim como na Operação Desert Storm.